# Хаддад Адель, Голям-Али
Голям-Али Хаддад Адель (перс. ﻏﻼﻣﻌﻠﯽ ﺣﺪﺍﺩ ﻋﺎﺩﻝ‎; род. в 1945 в Тегеране) — иранский государственный деятель, председатель Исламского консультативного совета (парламент Ирана) с 6 июня 2004 по 2008. Первый в истории Исламской республики спикер парламента, не являющийся представителем духовенства. Член меджлиса двух созывов (2000, 2004) от тегеранского избирательного округа. Является президентом Академии персидского языка и литературы, членом Совета по Культурной революции и Совета целесообразности.
До председательства в парламенте занимал посты заместителя министра культуры, заместителя министра образования, председателя Академии персидского языка и литературы.
Получил степень доктора философии в Тегеранском университете, бакалавр и магистр в области физики. Автор нескольких нескольких книг об исламе и многочисленных публикаций. Кроме того, Хаддад Адель — сват Высшего руководителя Ирана Али Хаменеи (его дочь — супруга сына аятоллы Моджтабы Хаменеи).